# Corus (djur)
Corus är ett släkte av skalbaggar. Corus ingår i familjen långhorningar.

## Dottertaxa tillCorus, i alfabetisk ordning[1]
- Corus albomarmoratus
- Corus albopunctatus
- Corus breuningi
- Corus burgeoni
- Corus cachani
- Corus caffer
- Corus collaris
- Corus costiger
- Corus cretaceus
- Corus cylindricus
- Corus exiguus
- Corus fasciculosus
- Corus flavus
- Corus laevepunctatus
- Corus laevidorsis
- Corus laevifrons
- Corus latus
- Corus leonensis
- Corus lesnei
- Corus luridus
- Corus microphthalmus
- Corus moisescoi
- Corus monodi
- Corus nyassanus
- Corus obscurus
- Corus olivaceus
- Corus parallelus
- Corus parvus
- Corus plurifasciculatus
- Corus pseudocaffer
- Corus pseudocostiger
- Corus raffrayi
- Corus strandiellus
- Corus thoracalis
- Corus tubericollis